# Геологія Оману
Геологічна будова Оману.
На території Оману виділяють гірську складчасту систему Оман (Хаджар-Ахдар) на північному сході і схили Аравійської плити на південному заході.
Гірська складчаста система, складена інтенсивно дислокованими, прорваними інтрузіями, верхньопротерозойськими, палеозойськими, мезозойськими і кайнозойськими породами.
Південно-західна частина западини Руб-ель-Халі і південні райони Перської затоки утворюють передовий Предоманський прогин. Потужність осадового чохла 1,5-7 км. На кристалічному фундаменті залягає товща палеозою, представлена теригенно-карбонатними і карбонатно-евапоритовими гірськими породами з прошарками конґломератів.
Мезозойські відклади характеризується поширенням карбонатних порід з підлеглими прошарками гіпсу, ангідритів і теригенних порід.
Кайнозойські утворення представлені в основному вапняками, доломітом, ангідритами і гіпсом (мілководно-морські і лагунні фації).